# Jon Lech Johansen

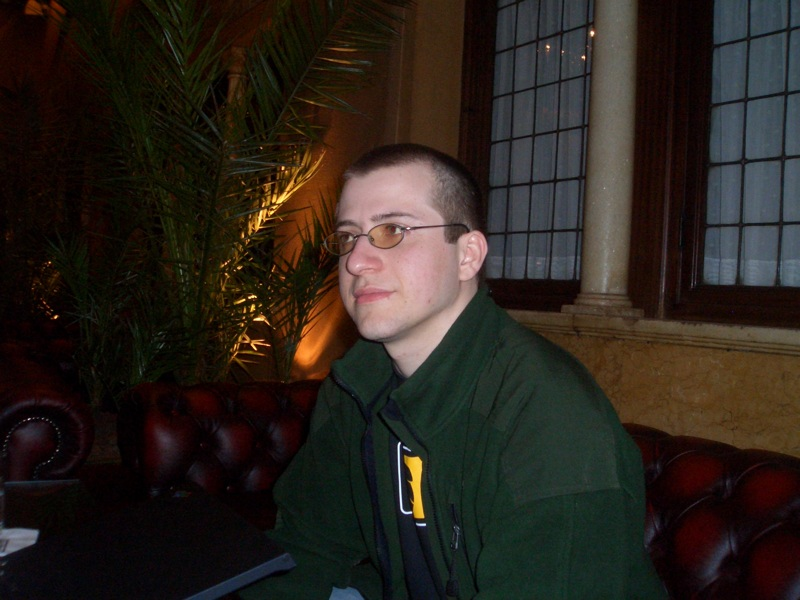
Jon Lech Johansen in Oslo (2005)

Jon Lech Johansen (* 18. November 1983 in Harstad, Norwegen), im Internet auch bekannt als „DVD Jon“, ist Mitautor der DeCSS-Software. Er wurde 2002 wegen der Software auf Betreiben der Motion Picture Association of America (MPAA) in Norwegen vor Gericht gestellt und freigesprochen.
Im November 2003 veröffentlichte Johansen QTFairUse, ein Open-Source-Programm, welches Rohdaten von QuickTime-AAC-Medien in einer Datei speichert. Dieses Programm könnte DRM-Software wie die des iTunes-Musikshops umgehen. Obwohl diese rohen AAC-Dateien von den meisten Medien-Programmen nicht abspielbar sind, zeigen sie doch einen ersten Versuch, Apples Verschlüsselung zu umgehen.
Johansen ist mittlerweile ein VideoLAN-Entwickler und schrieb die FairPlay-Unterstützung des VLC media player. Wegen DeCSS stand Johansen am 2. Dezember 2003 erneut vor Gericht. Das Urteil am 22. Dezember 2003 lautete Freispruch. Økokrim, eine norwegische Behörde für Wirtschaftskriminalität, gab am 5. Januar 2004 bekannt, dass sie dem Fall nicht weiter nachgehen wolle.
Am 23. April 2004 veröffentlichte Johansen ein weiteres Programm: DeDRMS. Dieses Mal in C# geschrieben und 230 Zeilen umfassend, ermöglicht auch dieses Programm das Entfernen des Kopierschutzes.
Für Aufsehen in seiner Heimat Norwegen sorgte Johansen im Herbst 2005 im Zuge seiner Emigration in die Vereinigten Staaten mit einem Posting in seinem Blog, welches den Titel 10 things i don't miss about norway trug.
Johansen beließ es nicht dabei. Am 7. Juli 2004 veröffentlichte er FairKeys, ein Programm, mit dem man Schlüssel, die man für DeDRMS benötigt, vom iTunes-Server selber beziehen kann. Am 12. August 2004 verkündete Johansen, dass er die Verschlüsselung von Apples AirPort Express geknackt hätte.
SharpMusique heißt das im März 2005 veröffentlichte Programm, mit welchen man den iTunes Store plattformunabhängig nutzen konnte. Die im Shop legal erworbenen und AES-verschlüsselten Musikdateien können ohne DRM-Informationen heruntergeladen und in einem ungeschützten AAC-Format abspeichert werden. Das Programm funktioniert inzwischen jedoch nicht mehr, da Apple den Schutz im iTunes Music Store verbessert hat. Bislang konnte diese Verschlüsselung nicht geknackt werden.
Ende Oktober 2006 machte Johansen erneut von sich reden, als er verkündete, er habe den Kopierschutz FairPlay der Firma Apple geknackt, welcher im Musikportal iTunes und auf dem Apple iPod genutzt wird. Anfang 2008 wurde dann die entsprechende Software „doubleTwist“ vorgestellt, welche von der gleichnamigen und von Johansen gegründeten Firma entwickelt wurde und das Abspeichern von geschützter Musik für Endnutzer verschiedenster Geräte ermöglicht.
Anfang Juli 2007 knackte er das Apple iPhone, wodurch das Telefon befähigt wird, offene WLAN-Hotspots ohne die Aktivierung durch AT&T Wireless zu verwenden. Damit kann die iPhone-Software mit den meisten Funktionen gestartet werden. Das Telefonieren war aber noch nicht möglich.